# Atentado de Iskandariya de 2016
El atentado de Iskandariya de 2016 tuvo lugar cuando un atacante suicida se inmoló en una multitud después de un partido de fútbol local en el pueblo de al-Asriya, cerca de Iskandariya, en la Gobernación de Babilonia, en una zona mixta sunita-chiita, el 25 de marzo de 2016. La explosión mató al menos a 41 personas e hirió a más de 105. El alcalde Ahmed Shaker estaba entre los heridos en la explosión; pero sucumbió a sus heridas en un hospital. El Estado Islámico se atribuyó la responsabilidad por el ataque.
La explosión se produjo cuando se hacía la entrega de los trofeos después de un partido de fútbol juvenil. Según testigos, el atacante fue a través de la multitud para acercarse al centro y se inmoló cuando el alcalde presentaba los premios. Muchas de las víctimas eran niños y muchachos jóvenes, de acuerdo con un funcionario iraquí. Al menos 17 de los muertos tenían entre las edades de 10 a 16 años.

## Reacciones
- Se declararon 3 días de luto en la Gobernación de Babilonia tras el ataque.
- Organización de las Naciones Unidas: el secretario general, Ban Ki-moon, quien se encontraba en Irak, condenó el ataque.
- FIFA: Gianni Infantino, Presidente de la FIFA, dijo que "es un día muy triste, cuando la gente, al ir a un partido juntos, se convierten en las víctimas de este tipo de violencia."
- Confederación de Fútbol de Asia: la Confederación de Fútbol de Asia condenó el atentado mediante la emisión de una declaración que decía: "El uso de los estadios de fútbol y el deporte como una etapa para estos actos atroces de violencia es un acto cobarde, completamente injusto e indiscriminado."